# ويليام ويلسون (سياسي)
ويليام ويلسون هو سياسي كندي، ولد في 1838، وتوفي في 27 أكتوبر 1922.